# Nyctemera semibrunnea
Nyctemera semibrunnea är en fjärilsart som beskrevs av Adalbert Seitz 1915. Nyctemera semibrunnea ingår i släktet Nyctemera och familjen björnspinnare. Inga underarter finns listade i Catalogue of Life.